# Veliko Gradište
Veliko Gradište (em cirílico:Велико Градиште) é uma vila e um município da Sérvia localizada no município de Požarevac, pertencente ao distrito de Braničevo, na região de Braničevo. A sua população era de 5658 habitantes na vila e 26688 habitantes no município segundo o censo de 2002.

## Demografia
| 1948  | 1953  | 1961  | 1971  | 1981  | 1991  | 2002  |
| ----- | ----- | ----- | ----- | ----- | ----- | ----- |
| 2 783 | 3 264 | 3 391 | 4 075 | 4 977 | 5 973 | 5 658 |

## Divisão Populacional - município
| Mois                    | Jan  | Fev  | Mar  | Abr  | Mai  | Jun  | Jul  | Ago  | Set  | Out  | Nov  | Dez  | Anual |
| ----------------------- | ---- | ---- | ---- | ---- | ---- | ---- | ---- | ---- | ---- | ---- | ---- | ---- | ----- |
| Temperatura máxima (°C) | 2,4  | 5,3  | 11,2 | 17,4 | 22,4 | 25,4 | 27,5 | 27,4 | 23,7 | 17,6 | 10,2 | 4,2  | 16,2  |
| Temperatura média (°C)  | -0,8 | 1,5  | 6,0  | 11,6 | 16,4 | 19,3 | 20,8 | 20,4 | 16,8 | 11,6 | 6,0  | 1,2  | 10,9  |
| Temperatura mínima (°C) | -3,8 | -1,8 | 1,7  | 6,2  | 10,9 | 13,6 | 14,5 | 14,4 | 11,4 | 6,9  | 2,5  | -1,6 | 6,2   |
| Precipitação (mm)       | 48,8 | 43,2 | 44,0 | 55,9 | 73,6 | 87,6 | 67,7 | 56,7 | 50,3 | 41,2 | 47,3 | 58,5 | 674,8 |